# Élections législatives de 2022 en Saône-et-Loire
Les élections législatives françaises de 2022 en Saône-et-Loire se déroulent les 12 et 19 juin 2022. Dans le département, cinq députés sont à élire dans le cadre de cinq circonscriptions.

## Contexte

### Résultats de l'élection présidentielle de 2022 par circonscription
| Circonscription | 1er tour | 1er tour | 1er tour  |         | 2d tour | 2d tour |
| Circonscription | Macron   | Le Pen   | Mélenchon | Macron  | Le Pen  |         |
| --------------- | -------- | -------- | --------- | ------- | ------- | ------- |
| Circonscription |          |          |           |         |         |         |
| 1re             | 30,75 %  | 22,35 %  | 19,04 %   | 60,69 % | 39,31 % |         |
| 2e              | 28,12 %  | 27,49 %  | 15,55 %   | 52,35 % | 47,65 % |         |
| 3e              | 27,21 %  | 28,20 %  | 16,38 %   | 52,08 % | 47,92 % |         |
| 4e              | 25,15 %  | 31,88 %  | 16,31 %   | 47,51 % | 52,49 % |         |
| 5e              | 27,17 %  | 26,56 %  | 20,08 %   | 54,79 % | 45,21 % |         |

## Système électoral
Les élections législatives ont lieu au scrutin uninominal majoritaire à deux tours dans des circonscriptions uninominales.
Est élu au premier tour le candidat qui réunit la majorité absolue des suffrages exprimés et un nombre de voix au moins égal au quart (25 %) des électeurs inscrits dans la circonscription. Si aucun des candidats ne satisfait ces conditions, un second tour est organisé entre les candidats ayant réuni un nombre de voix au moins égal à un huitième des inscrits (12,5 %) ; les deux candidats arrivés en tête du premier tour se maintiennent néanmoins par défaut si un seul ou aucun d'entre eux n'a atteint ce seuil. Au second tour, le candidat arrivé en tête est déclaré élu.
Le seuil de qualification basé sur un pourcentage du total des inscrits et non des suffrages exprimés rend plus difficile l'accès au second tour lorsque l'abstention est élevée. Le système permet en revanche l'accès au second tour de plus de deux candidats si plusieurs d'entre eux franchissent le seuil de 12,5 % des inscrits. Les candidats en lice au second tour peuvent ainsi être trois, un cas de figure appelé « triangulaire ». Les second tours où s'affrontent quatre candidats, appelés « quadrangulaire » sont également possibles, mais beaucoup plus rares.

### Partis et nuances
Les résultats des élections sont publiés en France par le ministère de l'Intérieur, qui classe les partis en leur attribuant des nuances politiques. Ces dernières sont décidées par les préfets, qui les attribuent indifféremment de l'étiquette politique déclarée par les candidats, qui peut être celle d'un parti ou une candidature sans étiquette.
En 2022, seules les coalitions Ensemble (ENS) et Nouvelle Union populaire écologique et sociale (NUP), ainsi que le Parti radical de gauche (RDG), l'Union des démocrates et indépendants (UDI), Les Républicains (LR), le Rassemblement national (RN) et Reconquête (REC) se voient attribuer  une nuance propre,,.
Tous les autres partis se voient attribuer l'une ou l'autre des nuances suivantes : DXG (divers extrême gauche), DVG (divers gauche), ECO (écologiste), REG (régionaliste), DVC (divers centre), DVD (divers droite), DSV (droite souverainiste) et DXD (divers extrême droite). Des partis comme Debout la France ou Lutte ouvrière ne disposent ainsi pas de nuance propre, et leurs résultats nationaux ne sont pas publiés séparément par le ministère, car mélangés avec d'autres partis (respectivement dans les nuances DSV et DXG),.

## Résultats

### Élus
| Circonscription                                 | Député sortant    | Parti | Parti | Groupe | Député élu ou réélu | Parti | Parti | Groupe |
| ----------------------------------------------- | ----------------- | ----- | ----- | ------ | ------------------- | ----- | ----- | ------ |
| 1re                                             | Benjamin Dirx     |       | LREM  | LREM   | Benjamin Dirx       |       | LREM  | RE     |
| 2e                                              | Josiane Corneloup |       | LR    | LR     | Josiane Corneloup   |       | LR    | LR     |
| 3e                                              | Rémy Rebeyrotte   |       | LREM  | LREM   | Rémy Rebeyrotte     |       | LREM  | RE     |
| 4e                                              | Cécile Untermaier |       | PS    | SOC    | Cécile Untermaier   |       | PS    | SOC    |
| 5e                                              | Raphaël Gauvain*  |       | LREM  | LREM   | Louis Margueritte   |       | LREM  | RE     |
| * député sortant ne se représentant pas en 2022 |                   |       |       |        |                     |       |       |        |

### Résultats à l'échelle du département

#### Résultats par coalition
| Parti et coalition                                           | Parti et coalition                                           | Parti et coalition                             | Premier tour | Premier tour | Premier tour | Second tour   | Second tour   | Second tour | Total Sièges  | +/-           |  |
| Parti et coalition                                           | Parti et coalition                                           | Parti et coalition                             | Voix         | %            | Sièges       | Voix          | %             | Sièges      | Total Sièges  | +/-           |  |
| ------------------------------------------------------------ | ------------------------------------------------------------ | ---------------------------------------------- | ------------ | ------------ | ------------ | ------------- | ------------- | ----------- | ------------- | ------------- |  |
|                                                              |                                                              | La République en marche (LREM)                 | 35 119       | 18,22        | 0            | 54 835        | 32,38         | 3           | 3             | en stagnation |  |
|                                                              | Horizons (H)                                                 | 7 893                                          | 4,10         | 0            |              |               |               | 0           | Nv            |               |  |
|                                                              | Mouvement démocrate (MoDem)                                  | 6 188                                          | 3,21         | 0            | 0            | Nv            |               |             |               |               |  |
| Total Ensemble (ENS)                                         | Total Ensemble (ENS)                                         | 49 200                                         | 25,53        | 0            | 54 835       | 32,38         | 3             | 3           | en stagnation |               |  |
|                                                              |                                                              | La France insoumise (LFI)                      | 17 880       | 9,28         | 0            | 16 085        | 9,50          | 0           | 0             | en stagnation |  |
|                                                              | Parti socialiste (PS)                                        | 13 144                                         | 6,82         | 0            | 19 421       | 11,47         | 1             | 1           | en stagnation |               |  |
|                                                              | Europe Écologie Les Verts (EELV)                             | 9 965                                          | 5,17         | 0            | 13 702       | 8,09          | 0             | 0           | en stagnation |               |  |
|                                                              | Parti communiste français (PCF)                              | 7 627                                          | 3,96         | 0            | 11 419       | 6,74          | 0             | 0           | en stagnation |               |  |
| Total Nouvelle Union populaire écologique et sociale (NUPES) | Total Nouvelle Union populaire écologique et sociale (NUPES) | 48 616                                         | 25,22        | 0            | 60 627       | 35,80         | 1             | 1           | en stagnation |               |  |
|                                                              |                                                              | Rassemblement national (RN)                    | 34 401       | 17,85        | 0            | 31 072        | 18,35         | 0           | 0             | en stagnation |  |
|                                                              | L'Avenir français -Rassemblement national (LAF - RN)         | 7 179                                          | 3,72         | 0            |              |               |               | 0           | Nv            |               |  |
| Total Rassemblement national et alliés (RN)                  | Total Rassemblement national et alliés (RN)                  | 41 580                                         | 21,57        | 0            | 31 072       | 18,35         | 0             | 0           | en stagnation |               |  |
|                                                              |                                                              | Les Républicains (LR)                          | 29 281       | 15,19        | 0            | 22 823        | 13,48         | 1           | 1             | en stagnation |  |
|                                                              | Les Centristes (LC)                                          | 4 952                                          | 2,57         | 0            |              |               |               | 0           | Nv            |               |  |
| Total Union de la droite et du centre (UDC)                  | Total Union de la droite et du centre (UDC)                  | 34 233                                         | 17,76        | 0            | 22 823       | 13,48         | 1             | 1           | en stagnation |               |  |
|                                                              |                                                              | Via, la voie du peuple (VIA)                   | 4 012        | 2,08         | 0            |               |               |             | 0             | en stagnation |  |
|                                                              | Reconquête (REC)                                             | 3 308                                          | 1,72         | 0            | 0            | Nv            |               |             |               |               |  |
| Total Reconquête et alliés (REC)                             | Total Reconquête et alliés (REC)                             | 7 320                                          | 3,80         | 0            | 0            | en stagnation |               |             |               |               |  |
|                                                              | Lutte ouvrière (LO)                                          | Lutte ouvrière (LO)                            | 2 955        | 1,53         | 0            | 0             | en stagnation |             |               |               |  |
|                                                              |                                                              | Debout la France (DLF)                         | 2 270        | 1,18         | 0            | 0             | en stagnation |             |               |               |  |
|                                                              | Les Patriotes (LP)                                           | 666                                            | 0,35         | 0            | 0            | Nv            |               |             |               |               |  |
| Total Union pour la France (UPF)                             | Total Union pour la France (UPF)                             | 2 936                                          | 1,52         | 0            | 0            | en stagnation |               |             |               |               |  |
|                                                              | Parti radical de gauche (PRG)                                | Parti radical de gauche (PRG)                  | 2 061        | 1,07         | 0            | 0             | en stagnation |             |               |               |  |
|                                                              |                                                              | Le Trèfle - Les nouveaux écologistes (LT-LNÉ)  | 1 499        | 0,78         | 0            | 0             | en stagnation |             |               |               |  |
| Total Tous unis pour le vivant (TUPV)                        | Total Tous unis pour le vivant (TUPV)                        | 1 499                                          | 0,78         | 0            | 0            | en stagnation |               |             |               |               |  |
|                                                              | Le Mouvement de la ruralité (LMR)                            | Le Mouvement de la ruralité (LMR)              | 623          | 0,32         | 0            | 0             | Nv            |             |               |               |  |
|                                                              | Parti animaliste (PA)                                        | Parti animaliste (PA)                          | 611          | 0,32         | 0            | 0             | Nv            |             |               |               |  |
|                                                              | Parti pirate (PP)                                            | Parti pirate (PP)                              | 493          | 0,26         | 0            | 0             | Nv            |             |               |               |  |
|                                                              | Parti ouvrier indépendant démocratique (POID)                | Parti ouvrier indépendant démocratique (POID)  | 371          | 0,19         | 0            | 0             | en stagnation |             |               |               |  |
|                                                              | Le Peuple de France (PDF)                                    | Le Peuple de France (PDF)                      | 141          | 0,07         | 0            | 0             | Nv            |             |               |               |  |
|                                                              | Union des démocrates musulmans français (UDMF)               | Union des démocrates musulmans français (UDMF) | 99           | 0,05         | 0            | 0             | en stagnation |             |               |               |  |
|                                                              |                                                              |                                                |              |              |              |               |               |             |               |               |  |
| Suffrages exprimés                                           | Suffrages exprimés                                           | Suffrages exprimés                             | 192 738      | 97,54        |              | 169 357       | 91,10         |             |               |               |  |
| Votes blancs                                                 | Votes blancs                                                 | Votes blancs                                   | 3 397        | 1,72         | 11 889       | 6,40          |               |             |               |               |  |
| Votes nuls                                                   | Votes nuls                                                   | Votes nuls                                     | 1 460        | 0,74         | 4 662        | 2,51          |               |             |               |               |  |
| Total                                                        | Total                                                        | Total                                          | 197 595      | 100          | 0            | 185 908       | 100           | 5           | 5             | en stagnation |  |
| Abstentions                                                  | Abstentions                                                  | Abstentions                                    | 206 440      | 51,09        |              | 218 207       | 54,00         |             |               |               |  |
| Inscrits/Participation                                       | Inscrits/Participation                                       | Inscrits/Participation                         | 404 035      | 48,91        | 404 115      | 46,00         |               |             |               |               |  |

#### Résultats par nuance
| Nuance                 | Nuance                                         | Nuance                 | Premier tour | Premier tour | Premier tour | Second tour | Second tour   | Second tour | Total Sièges | +/-           |  |
| Nuance                 | Nuance                                         | Nuance                 | Voix         | %            | Sièges       | Voix        | %             | Sièges      | Total Sièges | +/-           |  |
| ---------------------- | ---------------------------------------------- | ---------------------- | ------------ | ------------ | ------------ | ----------- | ------------- | ----------- | ------------ | ------------- |  |
|                        | Ensemble !                                     | ENS                    | 49 200       | 25,53        | 0            | 54 835      | 32,38         | 3           | 3            | en stagnation |  |
|                        | Nouvelle Union populaire écologique et sociale | NUP                    | 48 616       | 25,22        | 0            | 60 627      | 35,80         | 1           | 1            | en stagnation |  |
|                        | Rassemblement national                         | RN                     | 41 580       | 21,57        | 0            | 31 072      | 18,35         | 0           | 0            | en stagnation |  |
|                        | Les Républicains                               | LR                     | 29 281       | 15,19        | 0            | 22 823      | 13,48         | 1           | 1            | en stagnation |  |
|                        | Reconquête                                     | REC                    | 7 320        | 3,80         | 0            |             |               |             | 0            | Nv            |  |
|                        | Divers droite                                  | DVD                    | 5 575        | 2,89         | 0            | 0           | en stagnation |             |              |               |  |
|                        | Divers extrême gauche                          | DXG                    | 3 326        | 1,73         | 0            | 0           | en stagnation |             |              |               |  |
|                        | Droite souverainiste                           | DSV                    | 3 077        | 1,60         | 0            | 0           | en stagnation |             |              |               |  |
|                        | Ecologistes                                    | ECO                    | 2 110        | 1,09         | 0            | 0           | en stagnation |             |              |               |  |
|                        | Parti radical de gauche                        | RDG                    | 2 061        | 1,07         | 0            | 0           | en stagnation |             |              |               |  |
|                        | Divers                                         | DIV                    | 493          | 0,26         | 0            | 0           | en stagnation |             |              |               |  |
|                        | Divers gauche                                  | DVG                    | 99           | 0,05         | 0            | 0           | en stagnation |             |              |               |  |
|                        |                                                |                        |              |              |              |             |               |             |              |               |  |
| Suffrages exprimés     | Suffrages exprimés                             | Suffrages exprimés     | 192 738      | 97,54        |              | 169 357     | 91,10         |             |              |               |  |
| Votes blancs           | Votes blancs                                   | Votes blancs           | 3 397        | 1,72         | 11 889       | 6,40        |               |             |              |               |  |
| Votes nuls             | Votes nuls                                     | Votes nuls             | 1 460        | 0,74         | 4 662        | 2,51        |               |             |              |               |  |
| Total                  | Total                                          | Total                  | 197 595      | 100          | 0            | 185 908     | 100           | 5           | 5            | en stagnation |  |
| Abstentions            | Abstentions                                    | Abstentions            | 206 440      | 51,09        |              | 218 207     | 54,00         |             |              |               |  |
| Inscrits/Participation | Inscrits/Participation                         | Inscrits/Participation | 404 035      | 48,91        | 404 115      | 46,00       |               |             |              |               |  |

### Cartes

Nuance politique des candidats arrivés en tête dans chaque commune au 1er tour.
Nuance politique des candidats arrivés en tête dans chaque commune au 2e tour.

### Résultats par circonscription

#### Première circonscription
Député sortant : Benjamin Dirx (La République en marche).
| Candidat                 | Candidat                 | Parti et coalition       | Nuance                   | Premier tour | Premier tour | Second tour | Second tour |
| Candidat                 | Candidat                 | Parti et coalition       | Nuance                   | Voix         | %            | Voix        | %           |
| ------------------------ | ------------------------ | ------------------------ | ------------------------ | ------------ | ------------ | ----------- | ----------- |
|                          | Benjamin Dirx            | LREM (ENS)               | ENS                      | 13 041       | 36,07        | 18 349      | 57,25       |
|                          | Patrick Monin            | EÉLV (NUPES)             | NUP                      | 9 965        | 27,57        | 13 702      | 42,75       |
|                          | Aurélien Dutremble       | RN                       | RN                       | 6 909        | 19,11        |             |             |
|                          | Christophe Juvanon       | LR (UDC)                 | LR                       | 2 615        | 7,23         |             |             |
|                          | Myriam Bize              | REC                      | REC                      | 1 694        | 4,69         |             |             |
|                          | Armand Roy               | DLF (UPF)                | DSV                      | 747          | 2,07         |             |             |
|                          | Manuel Launoy            | LMR                      | DVD                      | 623          | 1,72         |             |             |
|                          | Odaile Koller            | LO                       | DXG                      | 415          | 1,15         |             |             |
|                          | Philippe Vaucher         | PDF                      | DSV                      | 141          | 0,39         |             |             |
|                          |                          |                          |                          |              |              |             |             |
| Votes valides            | Votes valides            | Votes valides            | Votes valides            | 36 150       | 97,85        | 32 051      | 92,06       |
| Votes blancs             | Votes blancs             | Votes blancs             | Votes blancs             | 572          | 1,55         | 2 016       | 5,79        |
| Votes nuls               | Votes nuls               | Votes nuls               | Votes nuls               | 222          | 0,60         | 748         | 2,15        |
| Total                    | Total                    | Total                    | Total                    | 36 944       | 100          | 34 815      | 100         |
| Abstention               | Abstention               | Abstention               | Abstention               | 37 625       | 50,46        | 39 766      | 53,32       |
| Inscrits / participation | Inscrits / participation | Inscrits / participation | Inscrits / participation | 74 569       | 49,54        | 74 581      | 46,68       |

#### Deuxième circonscription
Députée sortante : Josiane Corneloup (Les Républicains).
| Candidat                 | Candidat                 | Parti et coalition       | Nuance                   | Premier tour | Premier tour | Second tour | Second tour |
| Candidat                 | Candidat                 | Parti et coalition       | Nuance                   | Voix         | %            | Voix        | %           |
| ------------------------ | ------------------------ | ------------------------ | ------------------------ | ------------ | ------------ | ----------- | ----------- |
|                          | Josiane Corneloup        | LR (UDC)                 | LR                       | 14 031       | 36,81        | 22 823      | 66,65       |
|                          | Céline Vinauger          | PCF (NUPES)              | NUP                      | 7 627        | 20,01        | 11 419      | 33,35       |
|                          | Olivier Damien           | LAF - RN                 | RN                       | 7 179        | 18,84        |             |             |
|                          | Laurence Gauthier        | MoDem (ENS)              | ENS                      | 6 188        | 16,24        |             |             |
|                          | Laurence Albert          | VIA                      | REC                      | 1 373        | 3,60         |             |             |
|                          | Pascal Dussauge          | LO                       | DXG                      | 683          | 1,79         |             |             |
|                          | Chantal Varéla           | DLF (UPF)                | DSV                      | 539          | 1,41         |             |             |
|                          | Maud Sicard              | PP                       | DIV                      | 493          | 1,29         |             |             |
|                          |                          |                          |                          |              |              |             |             |
| Votes valides            | Votes valides            | Votes valides            | Votes valides            | 38 113       | 97,79        | 34 242      | 94,11       |
| Votes blancs             | Votes blancs             | Votes blancs             | Votes blancs             | 596          | 1,53         | 1 491       | 4,10        |
| Votes nuls               | Votes nuls               | Votes nuls               | Votes nuls               | 264          | 0,68         | 654         | 1,80        |
| Total                    | Total                    | Total                    | Total                    | 38 973       | 100          | 36 387      | 100         |
| Abstention               | Abstention               | Abstention               | Abstention               | 38 243       | 49,53        | 40 830      | 52,88       |
| Inscrits / participation | Inscrits / participation | Inscrits / participation | Inscrits / participation | 77 216       | 50,47        | 77 217      | 47,12       |

#### Troisième circonscription
Député sortant : Rémy Rebeyrotte (La République en marche).
| Candidat                 | Candidat                 | Parti et coalition       | Nuance                   | Premier tour | Premier tour | Second tour | Second tour |
| Candidat                 | Candidat                 | Parti et coalition       | Nuance                   | Voix         | %            | Voix        | %           |
| ------------------------ | ------------------------ | ------------------------ | ------------------------ | ------------ | ------------ | ----------- | ----------- |
|                          | Rémy Rebeyrotte          | LREM (ENS)               | ENS                      | 12 500       | 31,74        | 18 593      | 53,75       |
|                          | Sandrine Baroin          | RN                       | RN                       | 10 077       | 25,59        | 16 000      | 46,25       |
|                          | Richard Béninger         | LFI (NUPES)              | NUP                      | 8 346        | 21,19        |             |             |
|                          | Charles Landre           | LR (UDC)                 | LR                       | 4 119        | 10,46        |             |             |
|                          | Anne Bigot               | REC                      | REC                      | 1 614        | 4,10         |             |             |
|                          | Muriel Berthelier        | LT-LNÉ (TUPV)            | ECO                      | 1 499        | 3,81         |             |             |
|                          | Julie Lucotte            | LO                       | DXG                      | 638          | 1,62         |             |             |
|                          | France Robert            | DLF (UPF)                | DSV                      | 590          | 1,50         |             |             |
|                          |                          |                          |                          |              |              |             |             |
| Votes valides            | Votes valides            | Votes valides            | Votes valides            | 39 383       | 97,11        | 34 593      | 90,13       |
| Votes blancs             | Votes blancs             | Votes blancs             | Votes blancs             | 823          | 2,03         | 2 811       | 7,32        |
| Votes nuls               | Votes nuls               | Votes nuls               | Votes nuls               | 348          | 0,86         | 978         | 2,55        |
| Total                    | Total                    | Total                    | Total                    | 40 554       | 100          | 38 382      | 100         |
| Abstention               | Abstention               | Abstention               | Abstention               | 40 609       | 50,03        | 42 798      | 52,72       |
| Inscrits / participation | Inscrits / participation | Inscrits / participation | Inscrits / participation | 81 163       | 49,97        | 81 180      | 47,28       |

#### Quatrième circonscription
Députée sortante : Cécile Untermaier (Parti socialiste).
| Candidat                 | Candidat                 | Parti et coalition       | Nuance                   | Premier tour | Premier tour | Second tour | Second tour |
| Candidat                 | Candidat                 | Parti et coalition       | Nuance                   | Voix         | %            | Voix        | %           |
| ------------------------ | ------------------------ | ------------------------ | ------------------------ | ------------ | ------------ | ----------- | ----------- |
|                          | Cécile Untermaier        | PS (NUPES)               | NUP                      | 13 144       | 33,97        | 19 421      | 56,30       |
|                          | Valérie Deloge           | RN                       | RN                       | 9 733        | 25,15        | 15 072      | 43,70       |
|                          | Élisabeth Roblot         | H (ENS)                  | ENS                      | 7 893        | 20,40        |             |             |
|                          | Éric Michoux             | LC (UDC)                 | DVD                      | 4 952        | 12,80        |             |             |
|                          | Jean Raffa               | VIA                      | REC                      | 1 500        | 3,88         |             |             |
|                          | Claude Couratier         | LO                       | DXG                      | 809          | 2,09         |             |             |
|                          | Nathalie Szych           | LP (UPF)                 | DSV                      | 666          | 1,72         |             |             |
|                          |                          |                          |                          |              |              |             |             |
| Votes valides            | Votes valides            | Votes valides            | Votes valides            | 38 697       | 97,39        | 34 493      | 90,78       |
| Votes blancs             | Votes blancs             | Votes blancs             | Votes blancs             | 756          | 1,90         | 2 635       | 6,93        |
| Votes nuls               | Votes nuls               | Votes nuls               | Votes nuls               | 280          | 0,70         | 870         | 2,29        |
| Total                    | Total                    | Total                    | Total                    | 39 733       | 100          | 37 998      | 100         |
| Abstention               | Abstention               | Abstention               | Abstention               | 43 315       | 52,16        | 45 091      | 54,27       |
| Inscrits / participation | Inscrits / participation | Inscrits / participation | Inscrits / participation | 83 048       | 47,84        | 83 089      | 45,73       |

#### Cinquième circonscription
Député sortant : Raphaël Gauvain (La République en marche), qui ne se représente pas.
| Candidat                 | Candidat                 | Parti et coalition       | Nuance                   | Premier tour | Premier tour | Second tour | Second tour |
| Candidat                 | Candidat                 | Parti et coalition       | Nuance                   | Voix         | %            | Voix        | %           |
| ------------------------ | ------------------------ | ------------------------ | ------------------------ | ------------ | ------------ | ----------- | ----------- |
|                          | Louis Margueritte        | LREM (ENS)               | ENS                      | 9 578        | 23,71        | 17 893      | 52,66       |
|                          | Éric Riboulet            | LFI (NUPES)              | NUP                      | 9 534        | 23,60        | 16 085      | 47,34       |
|                          | Gilles Platret           | LR (UDC)                 | LR                       | 8 516        | 21,08        |             |             |
|                          | Arnaud Sanvert           | RN                       | RN                       | 7 682        | 19,02        |             |             |
|                          | Tristan Bathiard         | PRG                      | RDG                      | 2 061        | 5,10         |             |             |
|                          | Denis Goubeault          | VIA                      | REC                      | 1 139        | 2,82         |             |             |
|                          | Christine Pelletier      | PA                       | ECO                      | 611          | 1,51         |             |             |
|                          | Pascal Dufraigne         | LO                       | DXG                      | 410          | 1,01         |             |             |
|                          | Sonia Le Theix           | DLF (UPF)                | DSV                      | 394          | 0,98         |             |             |
|                          | Patrick Lartaut          | POID                     | DXG                      | 371          | 0,92         |             |             |
|                          | Ramazan Calli            | UDMF                     | DVG                      | 99           | 0,25         |             |             |
|                          |                          |                          |                          |              |              |             |             |
| Votes valides            | Votes valides            | Votes valides            | Votes valides            | 40 395       | 97,59        | 33 978      | 88,66       |
| Votes blancs             | Votes blancs             | Votes blancs             | Votes blancs             | 650          | 1,57         | 2 936       | 7,66        |
| Votes nuls               | Votes nuls               | Votes nuls               | Votes nuls               | 346          | 0,84         | 1 412       | 3,68        |
| Total                    | Total                    | Total                    | Total                    | 41 391       | 100          | 38 326      | 100         |
| Abstention               | Abstention               | Abstention               | Abstention               | 46 648       | 52,99        | 49 722      | 56,47       |
| Inscrits / participation | Inscrits / participation | Inscrits / participation | Inscrits / participation | 88 039       | 47,01        | 88 048      | 43,53       |